# Danh sách vườn quốc gia tại Sri Lanka
Dưới đây là danh sách

## Danh sách

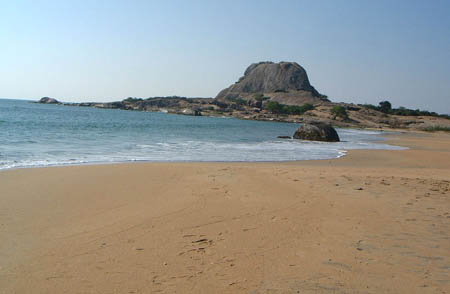
Bãi biển tại Vườn quốc gia Yala.

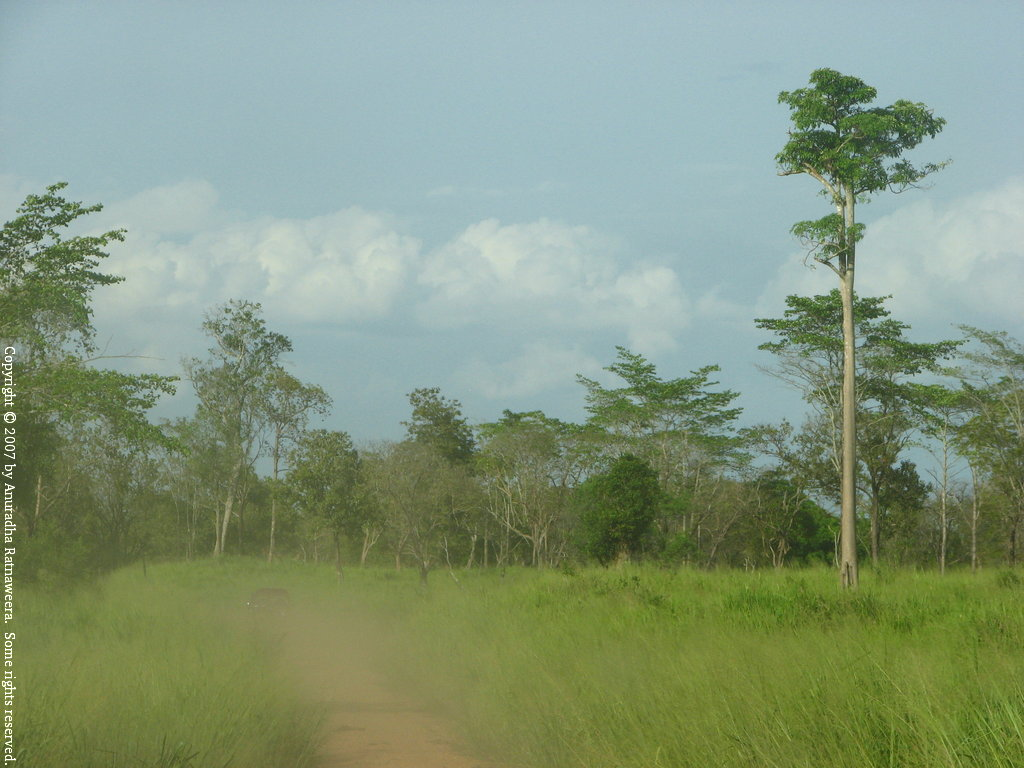
Vườn quốc gia Maduru Oya.

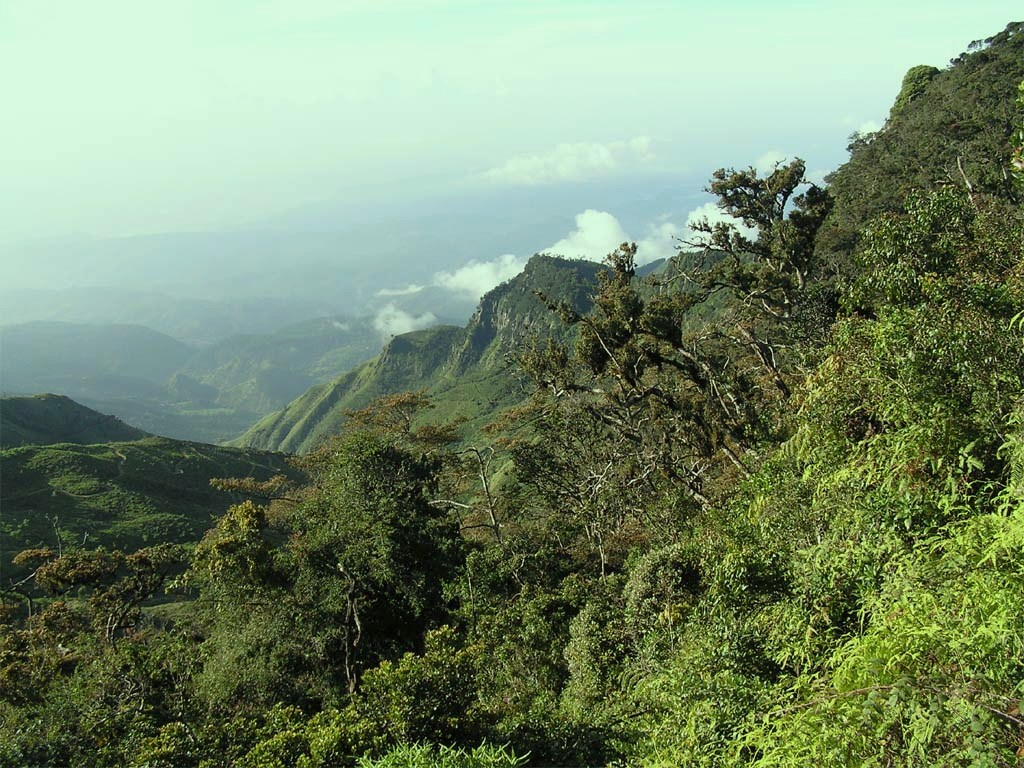
Vườn quốc gia Horton Plains.

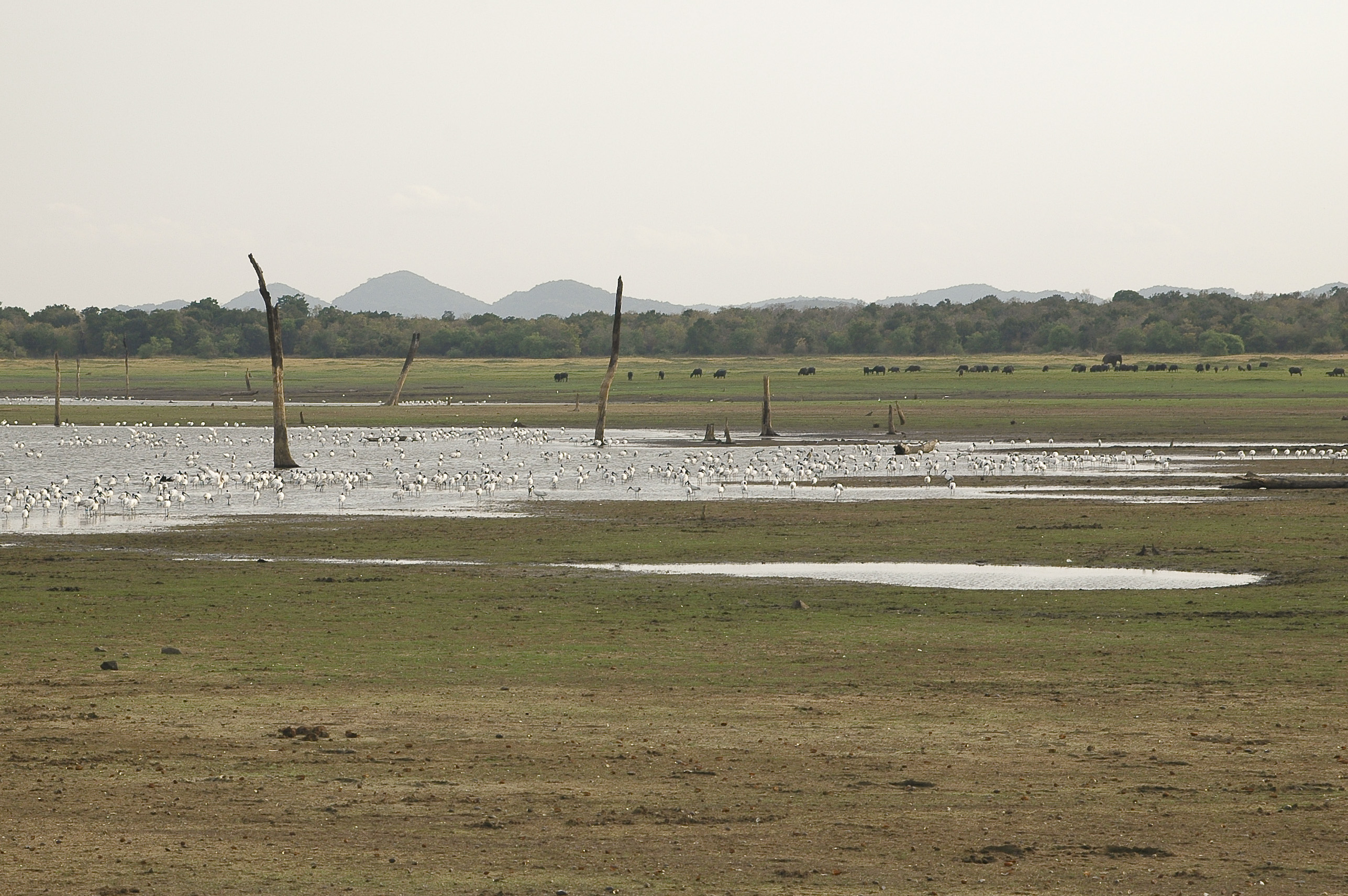
Vườn quốc gia Minneriya.

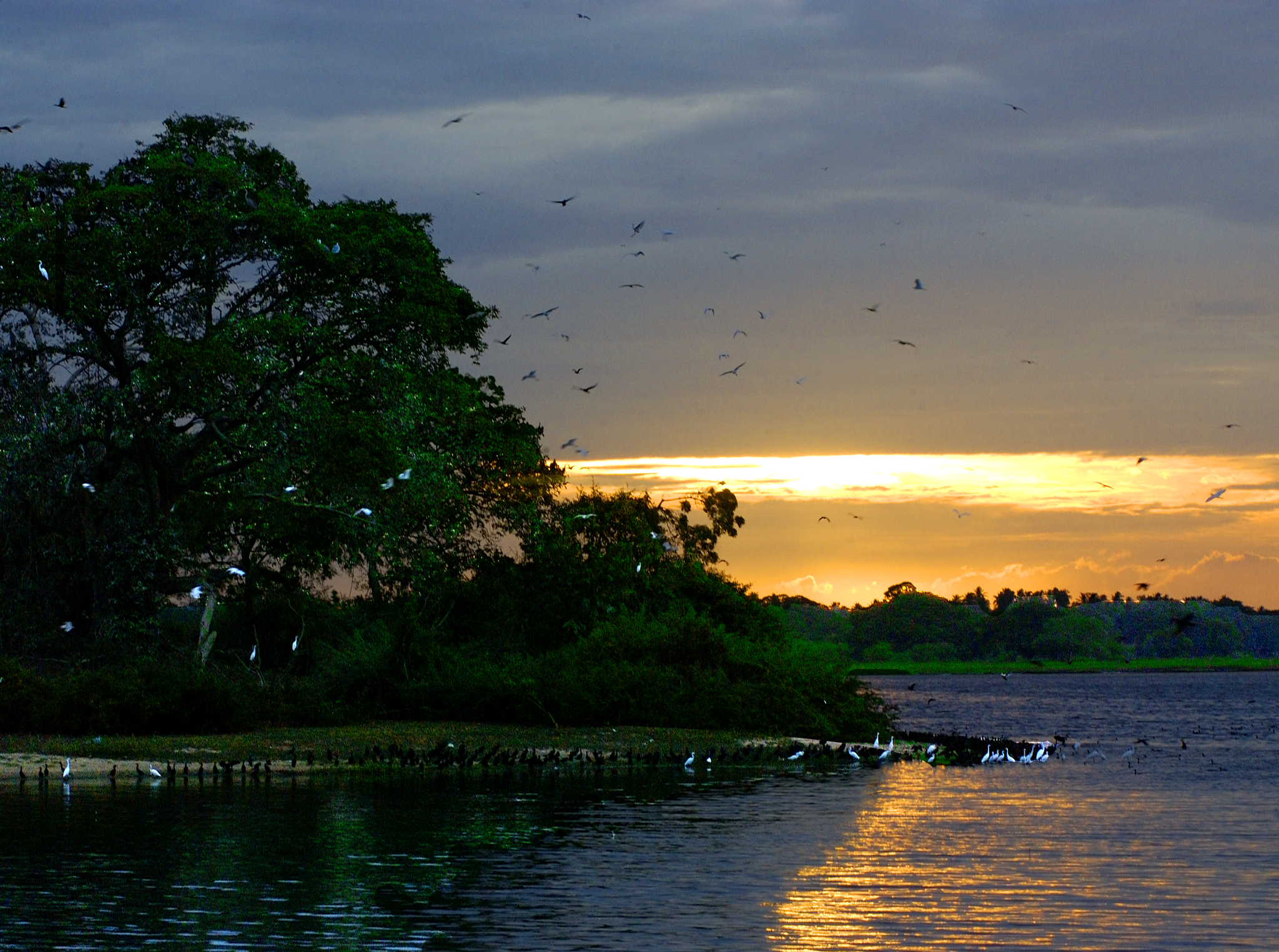
Vườn quốc gia Bundala.

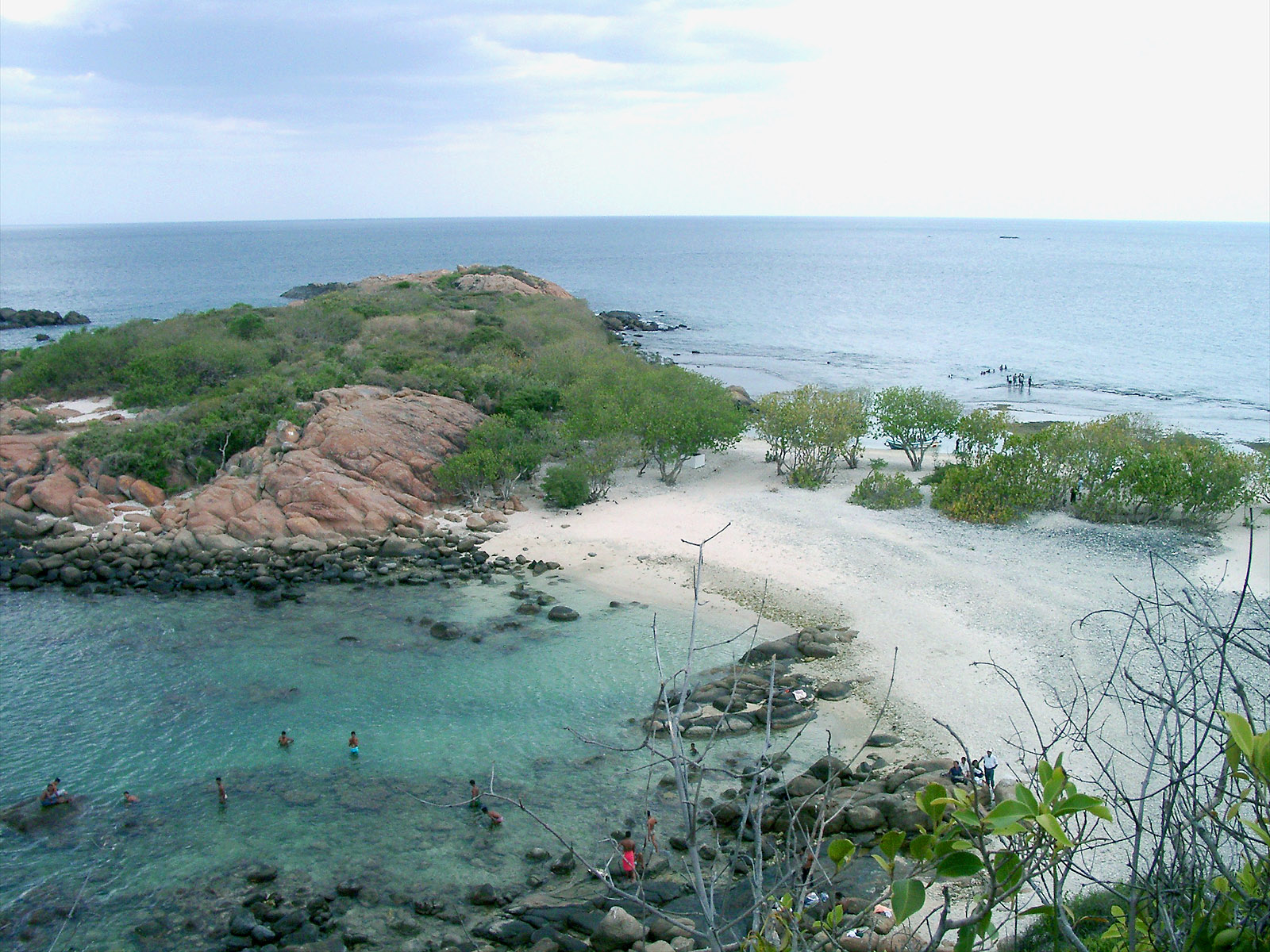
Vườn quốc gia Đảo Pigeon.

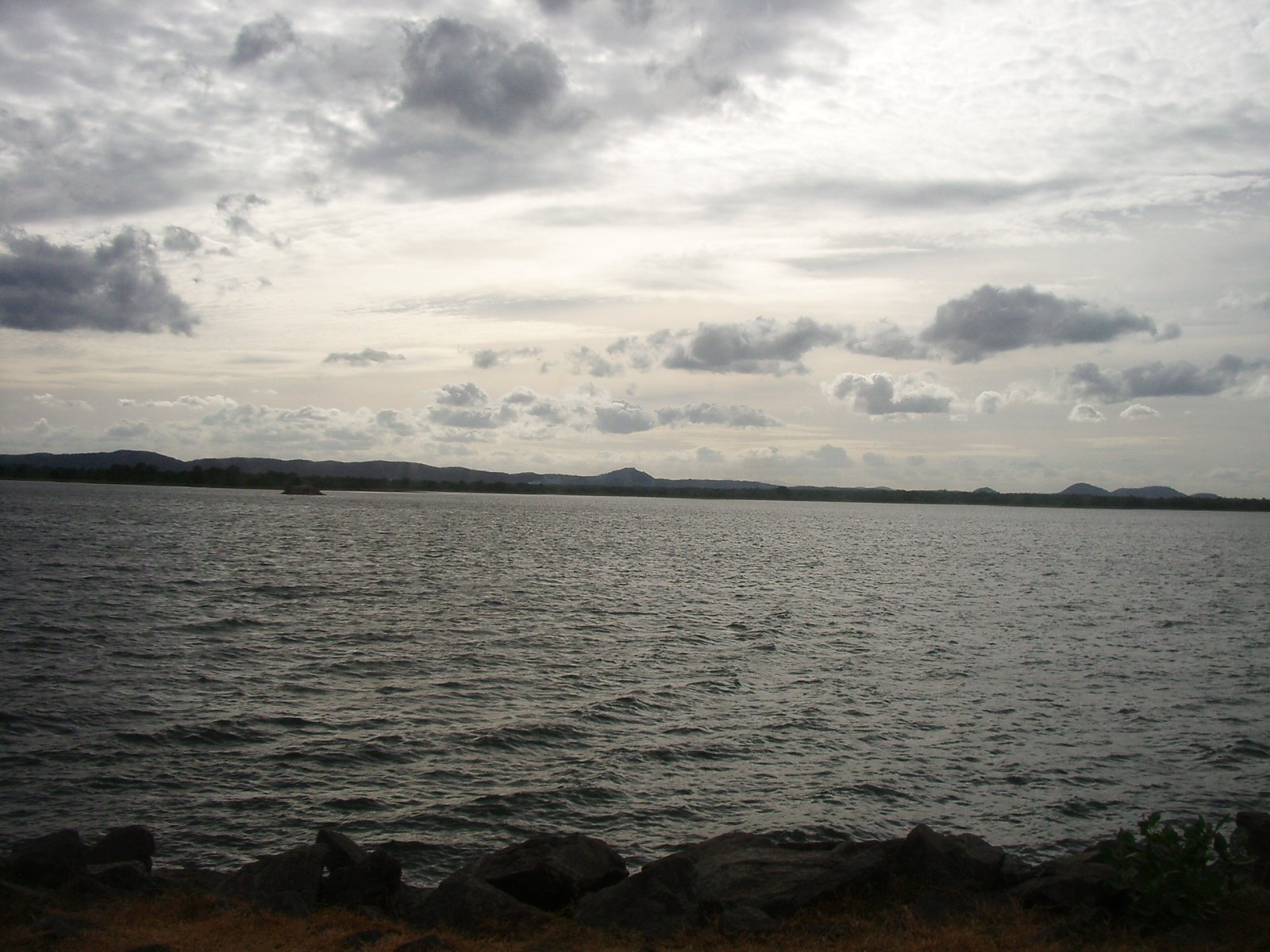
Vườn quốc gia Angammedilla.

| Tên                             | Vị trí                | Diện tích                         | Thành lập  |
| ------------------------------- | --------------------- | --------------------------------- | ---------- |
| Vườn quốc gia Yala              | Nam Uva               | 978,807 km2 (378 dặm vuông Anh)   | 25-02-1938 |
| Vườn quốc gia Wilpattu          | Bắc Trung Bộ Tây Bắc  | 1.316,671 km2 (508 dặm vuông Anh) | 25-02-1938 |
| Vườn quốc gia Gal Oya           | Uva Đông              | 259 km2 (100 dặm vuông Anh)       | 12-02-1954 |
| Vườn quốc gia Kumana            | Đông                  | 181,482 km2 (70 dặm vuông Anh)    | 20-01-1970 |
| Vườn quốc gia Udawalawe         | Sabaragamuwa Uva      | 308,21 km2 (119 dặm vuông Anh)    | 30-06-1972 |
| Vườn quốc gia Lahugala Kitulana | Đông                  | 15,54 km2 (6 dặm vuông Anh)       | 31-10-1980 |
| Vườn quốc gia Maduru Oya        | Đông Uva              | 588,496 km2 (227 dặm vuông Anh)   | 09-11-1983 |
| Vườn quốc gia Wasgamuwa         | Trung Bộ Bắc Trung Bộ | 370,629 km2 (143 dặm vuông Anh)   | 07-08-1984 |
| Vườn quốc gia Flood Plains      | Bắc Trung Bộ          | 173,50 km2 (67 dặm vuông Anh)     | 07-08-1984 |
| Vườn quốc gia Somawathiya       | Bắc Trung Bộ Đông     | 396,455 km2 (153 dặm vuông Anh)   | 02-09-1986 |
| Vườn quốc gia Horton Plains     | Trung Bộ              | 31,598 km2 (12 dặm vuông Anh)     | 16-03-1988 |
| Vườn quốc gia Bundala           | Nam                   | 62,16 km2 (24 dặm vuông Anh)      | 04-01-1993 |
| Vườn quốc gia Lunugamvehera     | Uva Nam               | 234,988 km2 (91 dặm vuông Anh)    | 08-12-1995 |
| Vườn quốc gia Minneriya         | Bắc Trung Bộ          | 88,894 km2 (34 dặm vuông Anh)     | 12-08-1997 |
| Vườn quốc gia Kaudulla          | Bắc Trung Bộ          | 69 km2 (27 dặm vuông Anh)         | 01-04-2002 |
| Vườn quốc gia Hikkaduwa         | Nam                   | 1,016 km2 (0 dặm vuông Anh)       | 08-10-2002 |
| Vườn quốc gia Đảo Pigeon        | Đông                  | 4,714 km2 (2 dặm vuông Anh)       | 24-06-2003 |
| Vườn quốc gia Horagolla         | Tây                   | ,133 km2 (0 dặm vuông Anh)        | 24-06-2004 |
| Vườn quốc gia Galway's Land     | Trung Bộ              | ,267 km2 (0 dặm vuông Anh)        | 18-05-2006 |
| Vườn quốc gia Angammedilla      | Bắc Trung Bộ          | 75,289 km2 (29 dặm vuông Anh)     | 06-06-2006 |
| Vườn quốc gia Ussangoda         | Nam                   | 3,49 km2 (1 dặm vuông Anh)        | 06-2010    |
| Vườn quốc gia Mullaitivu        | Nam                   |                                   | 12-2010    |